# Championnat d'Europe de football des moins de 18 ans 1998
Cet article traite du Championnat d'Europe de football des moins de 18 ans de 1998. Il s'agît de la quarante-septième édition de la compétition.
Pour cette édition, la limite d'âge, fixée auparavant au 1er août, est modifiée : tous les joueurs nés après le 1er janvier 1979 sont éligibles.

## Phase Finale

### Groupe A
| Équipe    | Pts | J | G | N | P | BP | BC |
| --------- | --- | - | - | - | - | -- | -- |
| Allemagne | 5   | 3 | 2 | 0 | 1 | 11 | 4  |
| Portugal  | 4   | 3 | 2 | 0 | 1 | 5  | 2  |
| Espagne   | 4   | 3 | 2 | 0 | 1 | 5  | 6  |
| Lituanie  | 2   | 3 | 0 | 0 | 3 | 2  | 11 |

 Portugal	1 - 2	 Espagne
 Lituanie	1 - 7	 Allemagne
 Portugal	2 - 0	 Lituanie
 Espagne	1 - 4	 Allemagne
 Allemagne	0 - 2	 Portugal
 Espagne	2 - 1	 Lituanie

### Groupe B
| Équipe               | Pts | J | G | N | P | BP | BC |
| -------------------- | --- | - | - | - | - | -- | -- |
| République d’Irlande | 6   | 3 | 2 | 0 | 1 | 8  | 3  |
| Croatie              | 6   | 3 | 2 | 0 | 1 | 8  | 5  |
| Angleterre           | 6   | 3 | 2 | 0 | 1 | 3  | 4  |
| Chypre               | 2   | 3 | 0 | 0 | 3 | 1  | 8  |

 Croatie 2 - 5	 République d’Irlande
 Chypre 1 - 2	 Angleterre
 Croatie 3 - 0	 Chypre
 République d’Irlande	0 - 1	 Angleterre
 Angleterre 0 - 3	 Croatie
 République d’Irlande	3 - 0	 Chypre

### Match pour la troisième place
- Portugal 0 - 0 a. p.  (4-5 tab) 	 Croatie

### Finale
- Allemagne 1 - 1 a. p. (3-4 tab)	 République d’Irlande